# Sargento López 2da. Sección
Sargento López 2da. Sección är en ort i Mexiko.   Den ligger i kommunen Comalcalco och delstaten Tabasco, i den sydöstra delen av landet, 600 km öster om huvudstaden Mexico City. Sargento López 2da. Sección ligger 14 meter över havet och antalet invånare är 1 076.
Terrängen runt Sargento López 2da. Sección är mycket platt. Runt Sargento López 2da. Sección är det ganska tätbefolkat, med 166 invånare per kvadratkilometer. Närmaste större samhälle är Comalcalco, 10,1 km nordost om Sargento López 2da. Sección. Trakten runt Sargento López 2da. Sección består till största delen av jordbruksmark.